# Piotrkowo (powiat iławski)
Piotrkowo – wieś w Polsce położona w województwie warmińsko-mazurskim, w powiecie iławskim, w gminie Susz, na obrzeżu Parku Krajobrazowego Pojezierza Iławskiego. W kierunku północnowschodnim znajduje się akwen jeziora Piotrkowskiego. Wieś znajduje się na trasie turystycznego szlaku  Napoleońskiego.
| SIMC    | Nazwa    | Rodzaj    |
| ------- | -------- | --------- |
| 0158327 | Zofiówka | część wsi |

Do 1954 roku siedziba gminy Piotrkowo. W latach 1975–1998 miejscowość należała administracyjnie do województwa elbląskiego.